# 咲蘭
咲蘭（サラ、2002年8月7日 - ）は、日本の女優である。神奈川県出身。アデッソ所属。子役時代の名義はSALA。

## 人物
歌を歌うのが得意で趣味はお菓子を作る事。

## 出演

### テレビドラマ
- 仮面ライダーウィザード 第52話・第53話（2013年9月22日、29日テレビ朝日） - 少女（こよみ）役[3][4]
- ゴーイング マイ ホーム（2013年、関西テレビ） - 伊藤身和子 役[2]

- 中居正広の金曜日のスマたちへSP（2013年、TBS） -  幼少期の林下美奈子 役[2]

### CM
- 明光義塾（2010年）
- 明光義塾〜指導要領「来るぞ！」編（2011年）
- マクドナルド ハッピーセット シュガーバニーズ（2011年）
- バンダイ「スイートプリキュア♪ミラクルベルティエ」（2011年）
- サーティワンアイスクリーム（2011年）
- 東海テレビ（2012年）
- 成田HUMAXシネマズ（2012年）
- パナソニック「IHグリル」（2012年）
- マクドナルド ハッピーセット「いちご新聞」編（2012年）
- 東海ガス（2013年）
- バンダイ「ドキドキ!プリキュアチョコ」（2013年）
- バンダイ「プラランシェNEO」（2015年 - 2016年）
- Jetstar ウェブCM「おこづかいで、会いに行くよ。」（2015年）[5]

### スチール
- ファイザー製薬（2012年）
- RONI - カタログモデル
- SISTER JENNI 2014

### VP
- スバル（2011年）